# Прошков
Про̀шков или Пру̀шкув (на полски: Prószków; на немски: Proskau) е град в Южна Полша, Ополско войводство, Ополски окръг. Административен център е на градско-селската Прошковска община. Заема площ от 16,22 км2.

## Население
Според данни от полската Централна статистическа служба, към 31 декември 2013 г. населението на града възлиза на 2 680 души. Гъстотата е 165 души/км2.